# Giurgiulești
Giurgiulești [džurdžulešti], ukrajinsky Джурджулешти, je vesnice, obec (comuna) a přístav v Moldavsku, okres Cahul. Leží při ústí Prutu do Dunaje a má zhruba 3000 obyvatel.
Je nejjižnějším místem v Moldavsku, na trojmezí u hranic s Rumunskem a Ukrajinou. Místo se nachází asi 10 km východně od rumunského Galați a 5 km západně od ukrajinského města Reni. Vesnice má velký strategický význam, protože je jediným místem, kde se vnitrozemské Moldavsko dotýká veletoku Dunaj, který je zde splavný i pro námořní lodě.

## Dějiny
Vesnice vznikla jako výsledek bulharské kolonizace, tzv. cahulsko-prutského kolonizačního okruhu. Sídlu dali jméno někrasovští kozáci roku 1806, přicházející z pevnosti Giurgiu ovládané Osmanskou říší.
Podle sčítání, které uvádí historik A. Skalovskij (Skalowski) před polovinou 19. století byl ve vesnici jeden zděný kostel a 126 domů, obyvatel 619, z toho 471 Moldavanů a 148 Bulharů.
V roce 1930 podle sčítání bylo ve vesnici 1944 obyvatel, z toho 1914 (98,5 %) Rumunů a 30 (1,5 %) dalších (4 Rusové, 6 Gagauzů, 8 Bulharů, 9 Romů, 1 Maďar a 2 Řekové).
Tradičně zemědělská vesnice Giurgiulești ležela na území jižní Besarábie, tzv. Budžaku, kde se v průběhu 19. a 20. století několikrát měnil suverén (Osmanská říše, Ruské impérium, Rumunsko, Sovětský svaz) – krom Cahulu dalšími správními centry byly Bolhrad a Izmajil, které jsou dnes na území Ukrajiny. Strategický význam získala ves až po vyhlášení samostatnosti Moldavska, neboť zde měl nový stát jediný přístup k vodní cestě splavné i námořními plavidly.
Rozvinutí významu bránil územní spor o lužní území tzv. Rîpa de la Mîndrești, které podle mezinárodního práva patřilo Moldavsku, ale fakticky ho ovládala Ukrajina. Teprve na konci 90. let se podařilo ústupky na území u Palanky získat Moldavsku území, kde byl roku 2007 otevřen námořní přístav (resp. říční přístav obsluhovatelný námořními plavidly).

## Doprava
Na soutoku Prutu a Dunaje se nachází přístav dostupný i pro menší námořní lodě. K němu přiléhá železniční uzel, z nějž vychází tratě na sever (směr Cahul a Basarabeasca), na východ (přes Ukrajinu také do Basarabeasky) a na západ (do Rumunska, směr Galați). Dále tudy prochází evropská silnice E87 (úsek Galați – Reni), odkud se zde odpojuje silnice E584 do moldavského vnitrozemí a metropole Kišiněva. Z tohoto směru je ve výstavbě dálnice M3.

## Školství
- střední škola Liceul teoretic „Mihail Sadoveanu“

## Památky a dominanty

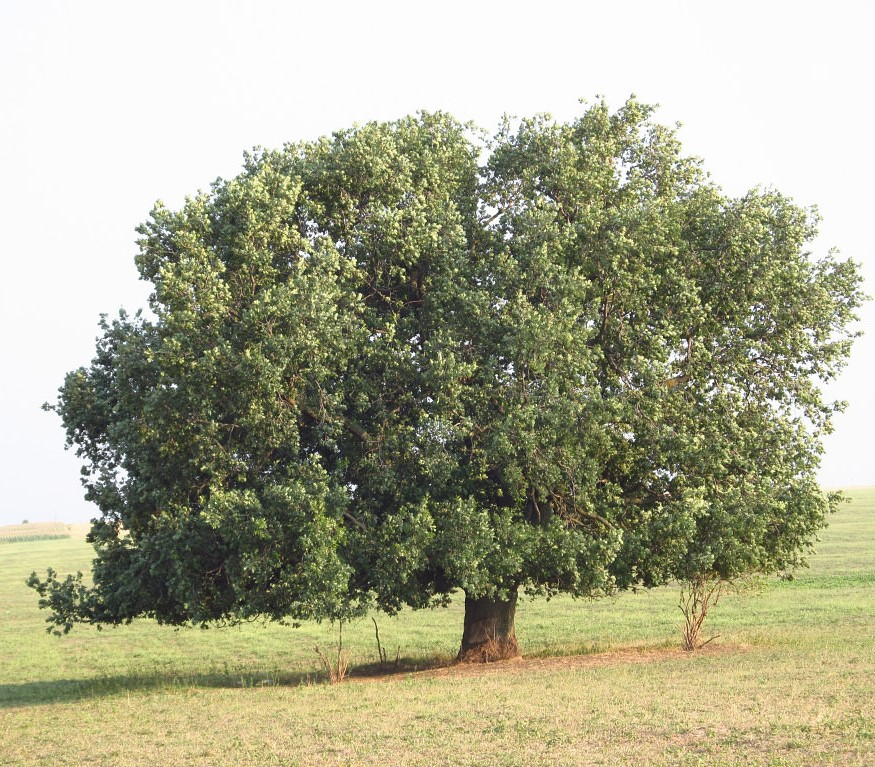
Dub letní u Giurgiulești

- severně od obydlené části chráněný dub letní (kategorie „arbori seculari“)
- uprostřed vesnice pravoslavný kostel

### Novinové články
- (německy) Moldaus 460 Meter vorbildlich genutzte Donau – Die Presse (2013)
- (anglicky) Time-Worn Village in Moldova Springs Back to Life, Thanks to Port – The New York Times (2015)
- (rumunsky) Cum a devenit Republica Moldova stat maritim: povestea Portului Giurgiuleşti – presagalati.ro